# مابل أوسغود رايت
مابل أوسغود رايت (بالإنجليزية: Mabel Osgood Wright)‏ (1859، نيويورك في الولايات المتحدة - 16 يوليو 1934، فيرفيلد في الولايات المتحدة)؛ عالمة طيور وروائية أمريكية.